# Sonderaktion Krakau

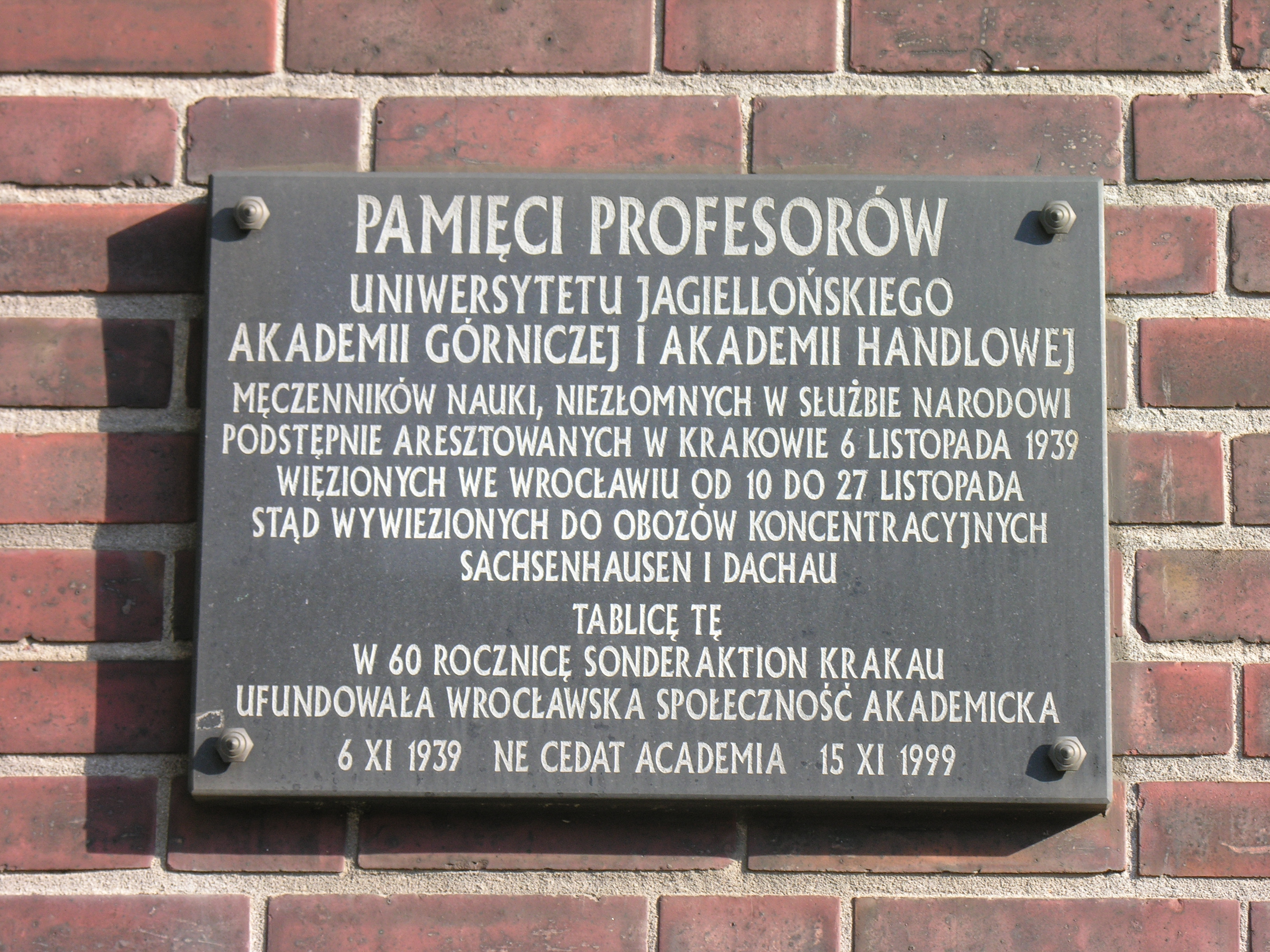
Erinnerungstafel von 1999 zum 60. Jahrestag

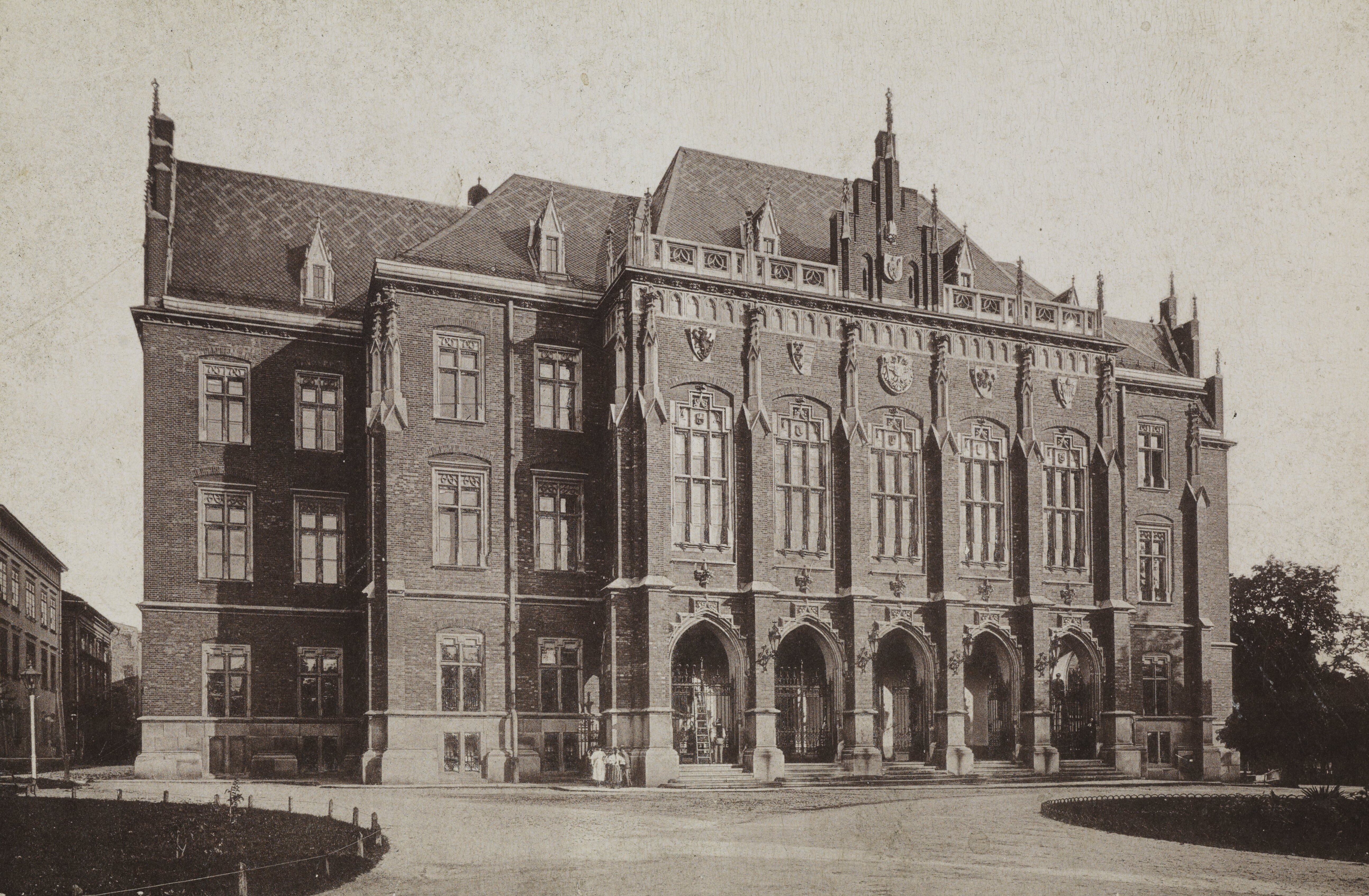
Collegium Novum (1900)

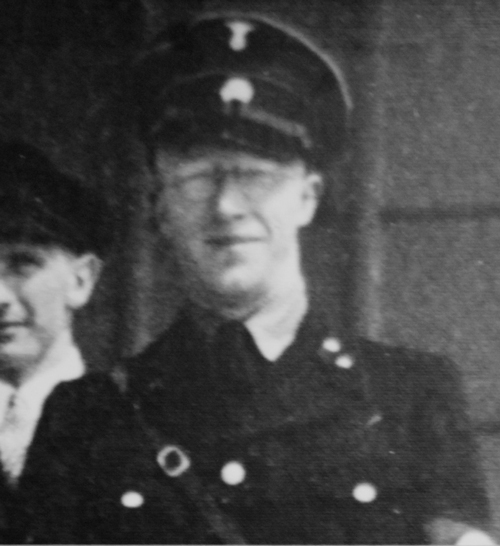
Täter: SS-Obersturmbannführer Bruno Müller (zeitgenössisch)

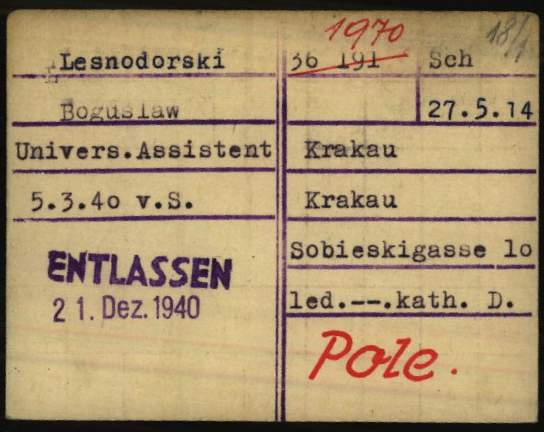
Entlassungskarte aus dem KZ Dachau: Bogusław Leśnodorski (1940)

Die Sonderaktion Krakau war eine Aktion der deutschen Nationalsozialisten zu Beginn der deutschen Besetzung Polens im Rahmen der Intelligenzaktion zur Auslöschung der polnischen Eliten. Am 6. November 1939 wurden 183 Krakauer Hochschullehrer verhaftet und anschließend 168 von ihnen in die Konzentrationslager Sachsenhausen und Dachau verschleppt. 15 der Deportierten starben während der Lagerhaft in den nächsten Monaten, andere nach ihrer Freilassung an den Folgen der Haftbedingungen, weitere wurden erneut deportiert und überlebten diesmal nicht.
Reinhard Heydrich und sein Vorgesetzter Heinrich Himmler erklärten 1940 in internen Rückblicken, dass es das Ziel der Aktion war, Tausende von führenden Polen zu erschießen.

## Verlauf

### Die Falle
Am 6. November 1939, einen Monat nach Ende des Überfalls auf Polen und der Besetzung Krakaus durch die Wehrmacht, kündigte sich der Jurist und Obersturmbannführer Bruno Müller, Leiter des SS-Einsatzkommandos 2/I, als Redner zu einem Vortrag über den „deutschen Standpunkt in Wissenschafts- und Hochschulfragen“ an der Jagiellonen-Universität an. Es kamen Professoren und Assistenten sowie einige Studenten, auch von der Bergakademie Krakau und der Handelsakademie Krakau. Der vermeintliche Vortrag entpuppte sich allerdings als Falle. Alle Teilnehmer der Versammlung, insgesamt 183 Personen, wurden von einem Kommando der deutschen Sicherheitspolizei unter Leitung Müllers verhaftet und in das Krakauer Gefängnis Montelupich gebracht. 15 der Verhafteten kamen nach kurzer Zeit wieder frei.

### Opfer
168 Wissenschaftler wurden am 9. November 1939 in drei Breslauer Gefängnisse und von dort Ende November in das KZ Sachsenhausen verbracht. Unter den 168 Deportierten waren Aleksander Birkenmajer, Franciszek Górski, Henryk Ferdynand Hoyer, Zdzisław Jachimecki, Władysław Konopczyński und Leon Wachholz. Zwölf Deportierte starben nach kurzer Zeit wegen der Haftbedingungen, drei weitere (jüdische) Hochschullehrer wurden in verschiedenen Konzentrationslagern ermordet.
- Ignacy Chrzanowski
- Antoni Meyer
- Stanisław Estreicher
- Michał Marian Siedlecki
- Kazimierz Kostanecki
- Wiktor Ormicki
- Feliks Rogoziński
- Antoni Hoborski
- Jerzy Smoleński
- Leon Sternbach
- Stefan Bednarski
- Tadeusz Garbowski
- Adam Różański
- Władysław Takliński

### Überlebende
Einige Monate nach der Verschleppung wurden 43 Hochschulangehörige, die unter 40 Jahre alt waren, ins KZ Dachau verlegt; sie überlebten zunächst alle. Sie und die Überlebenden aus dem KZ Sachsenhausen, wo zwölf zu Tode gekommen waren, wurden wegen internationaler Proteste – sogar Mussolini ließ sich zu einer Intervention überreden – bis Oktober 1941 wieder freigelassen.
Unter den Überlebenden waren Aleksander Birkenmajer, Franciszek Górski, Henryk Ferdynand Hoyer (starb bereits 1947), Zdzisław Jachimecki, Władysław Konopczyński.

### Weitere Opfer
Einige der Verschleppten starben kurz nach der Freilassung an den Folgen der Lagerhaft (z. B. Arnold Bolland) oder wurden erneut verhaftet, wieder ins KZ deportiert und dort umgebracht, beispielsweise:
- Adam Heydel
- Józef Archutowski
- Stanisław Klimecki
- Joachim Metallmann

## Erinnerung
- Zur Erinnerung an die Opfer der „Sonderaktion Krakau“ gibt es im Collegium Novum der Jagiellonen-Universität eine Gedenktafel. Darüber hinaus werden jedes Jahr am 6. November schwarze Fahnen an den Gebäuden der Jagiellonen-Universität angebracht und vom Rektor Kränze an den Gräbern der Opfer niedergelegt.

- Am 21. November 2009, 70 Jahre nach den Vorfällen, wurde in der Gedenkstätte Sachsenhausen eine Ausstellung eröffnet: Vergessene Vernichtung? Polnische und tschechische Intelligenz in den Konzentrationslagern Sachsenhausen und Ravensbrück zu Beginn des Zweiten Weltkrieges[3]